# قيصوم حلبي
القيصوم الحلبي (باللاتينية: Achillea aleppica) نبات عشبي معمّر يتبع جنس القيصوم من الفصيلة النجمية.

## الموئل والانتشار
ينتشر في بلاد الشام وتركيا.